# 小野金次郎
小野 金次郎（おの きんじろう、1892年 - 1981年）は、日本の小唄作家、小説家。

## 人物
神奈川県横浜市生まれ。鎌倉師範学校中退、横浜正則英学校卒。
グランドホテル勤務ののち、1922年に読売新聞入社、学芸部長だった千葉亀雄の下で演芸記者として活躍。
1929年、稀音家六治（山田抄太郎）主催の邦楽研究所に講師として参加。1934年、退社してフリーとなり、ビクター専属の小唄作家となる。敗戦後再びビクター専属。
孫は俳優の小野武彦。

## 著書
- 於百明暗道 伊藤書房 1935
- 近藤重藏 教材社 1941
- 彰義隊始末記 教材社 1941
- 咸臨丸日誌 太平洋乘切 近代小説社 1942
- 應天門異變 歴史小説 六合書院 1942
- 風雲眞田記 紙硯社 1943

## 参考
- 「小野金次郎--小唄作って50年」対談 小野金次郎、公平雅子『言語生活』1972年10月号